# ویکودین
ویکودین یا وایکودین دارویی حاوی ترکیبی از استامینوفن و هیدروکودن است. این ماده عموماً به شکل کپسول دیده می‌شود و معمولاً برای بیمارانی که نمی‌توانند دردهای مزمن و سخت را تحمل کنند تجویز می‌شود.
این دارو معمولاً یک حس شادی قوی را در فرد به‌طور پیوسته برای مدت طولانی به وجود می‌آورد. همچنین ذهن و بدن متقابلاً آرامش می‌گیرند و بدین ترتیب به صورت خاصی تسکین می‌یابد.
همچنین این دارو اساساً تحت گروه خاصی از مواد به نام «مخدرهای مسکن درد» طبقه‌بندی می‌شود. عوارض جانبی شایع شامل سرگیجه، خواب آلودگی، یبوست و استفراغ است. عوارض جانبی جدی عبارتند از اعتیاد ، کاهش سرعت تنفس ، فشار خون پایین ، سندرم سروتونین ، واکنش‌های آلرژیک شدید ، و نارسایی کبد .  استفاده در دوران بارداری ممکن است به جنین آسیب برساند. استفاده با الکل توصیه نمی شود.  هیدروکودون با اتصال به گیرنده مو-افیونی عمل می کند .نحوه عملکرد استامینوفن مشخص نیست، اما ممکن است شامل جلوگیری از ایجاد پروستاگلاندین باشد.